# Mehdi Vaezi
Mehdi Vaezi (Azadshahr, Irán; 19 de enero de 1975) es un exfutbolista de Irán que jugaba en la posición de guardameta.

## Carrera

### Club
| Periodo   | Club              |
| --------- | ----------------- |
| 1995–1998 | Payam Khorasan FC |
| 1998–2000 | Bahman FC         |
| 2000–2006 | Paykan FC         |
| 2006–2009 | Persepolis FC     |
| 2009–2011 | Saba Qom FC       |
| 2011–2012 | Steel Azin FC     |
| 2012–2013 | Machine Sazi FC   |

### Selección nacional
Jugó para Irán en dos ocasiones de 2000 a 2008 y participó en la Copa Asiática 2000.

## Logros
- Iran Pro League (1): 2007/08